# Naomi Wadler
Naomi Wadler (Etiopía, 16 de octubre de 2006) es una estudiante y activista contra la violencia armada estadounidense. Pronunció discursos en defensa de las víctimas de la violencia con armas de fuego en los Estados Unidos, especialmente las mujeres negras, sobre todo en la protesta a favor del control de armas March For Our Lives. Asiste a The Field School en Washington D. C.

## Vida personal
Wadler fue adoptada por Julie Wadler de un orfanato etíope en 2007. La madre de Wadler también adoptó a otra hija, Sarah, en 2009.El padre afroamericano de Wadler es un cazador recreativo.
Wadler le dijo a Elle en abril de 2018 que había sido víctima de racismo en su escuela debido a sus orígenes judíos y etíope.

## Activismo político
El 14 de marzo de 2018, ayudó a organizar una huelga de 60 compañeros de clase en la Escuela Primaria George Mason. Permanecieron en silencio durante 18 minutos: 17 minutos en memoria de las 17 víctimas del tiroteo en la escuela secundaria Stoneman Douglas y un minuto en memoria de Courtlin Arrington, una niña negra que había sido víctima de la violencia armada en la escuela secundaria Huffman en Birmingham. Alabama.
El 24 de marzo, Wadler habló con numerosas personas en la Marcha por Nuestras Vidas en Washington D. C. Fue la oradora más joven en la manifestación. Habló sobre porqué impulsó la huelga y afirmó que hay un número desproporcionado de mujeres negras víctimas de la violencia armada en los Estados Unidos . En lugar de realizar la protesta durante 17 minutos como la gente en las otras escuelas, Wadler hizo que la protesta durara 18 minutos. El minuto extra fue para una niña que fue disparada en su escuela en Alabama el 7 de marzo. Al principio, a Wadler le preocupó que hablar sobre las víctimas negras se considerara «fuera de tema», pero se sintió cómoda después de enterarse de que «otros estudiantes de todas partes hablarían de sus experiencias». El discurso se hizo popular en Twitter, y fue elogiado por actrices negras. 
Después, Wadler habló en la Cumbre Anual Women in the world y en la cumbre de Teen Vogue. Recibió una ovación por su discurso en el Festival de Cine de Tribeca, donde recibió el Premio a la Innovación Disruptiva. Wadler mencionó a una mujer negra que murió en el tiroteo en Nashville Waffle House el 22 de abril de 2018, junto con tres hombres negros. Wadler afirmó que al autor se le había ofrecido una fianza, que fue revocada después de cargos penales adicionales, porque era blanco. También fue invitada en The Ellen DeGeneres Show.Habló en el Foro Económico de Davos de 2020 destacando las disparidades raciales en la lucha contra la violencia armada contra las mujeres negras en los Estados Unidos y dijo: «La vida de las niñas blancas importa mucho más que cualquier niña negra que muere en el centro de la ciudad o camino a la escuela... No escuchamos sobre ellas, son estadísticas». Fue nombrada una de  «21 menores de 21» de Teen Vogue y compartió una portada de la revista New York Magazine con la actriz Barbra Streisand.